# Llista d'universitats de l'Uruguai
Llista d'universitats amb seu a l'Uruguai:
| Universitat                          | Seu        |
| ------------------------------------ | ---------- |
| Universitat de la República          | Montevideo |
| Universitat del Treball de l'Uruguai | Uruguai    |
| Universitat Catòlica de l'Uruguai    | Montevideo |
| Universitat de Montevideo            | Montevideo |
| ORT Uruguai                          | Montevideo |
| Universitat de l'Empresa             | Montevideo |
| Universitari Autònom del Sud         | Montevideo |